# Jogos Insulares de 2019
Os XVIII Jogos Insulares (também conhecido como Jogos insulares NatWest 2019, por motivos de patrocínio) foram realizados no Território Ultramarino Britânico de Gibraltar entre os dias 6 e 12 de julho de 2019. Esta foi a segunda vez que Gibraltar sediou os jogos, a primeira sendo em 1995. 
Controversamente, os Jogos não incluíram tiro com arco, ciclismo, futebol nem vôlei — que estiveram presentes em todas as edições anteriores — devido a falta de locais apropriados. Estes esportes foram substituídos por boliche, judô e squash. O ciclismo foi posteriormente incluído na lista de eventos no site oficial dos Jogos, assim como o Torneio de Futebol Inter Games de 2019 foi anunciado como um substituto para a ausência do futebol no torneio.

## Anfitrião
As Ilhas Faroé foram inicialmente escolhidas para sediar os jogos de 2019, com os jogos de 2021 a serem realizados Minorca, mas em 2014 os anfitriões foram trocados devido a problemas com as instalações das Ilhas Faroé, que não estariam prontas a tempo. Em julho 2015, Minorca desistiu de sediar os Jogos de 2019 após mudanças em seu governo. Após a Ilha de Man e os anfitriões de 2015, Jersey, confirmarem que não se candidatariam como substitutos, Gibraltar anunciou, em agosto, sua intenção de sediar os jogos, e foi anunciado oficialmente como anfitrião em abril de 2016.
Em 2 de maio de 2018, foi anunciado que Anglesey realizaria um torneio de futebol não oficial para substituir a ausência do esporte nos jogos de 2019.

## Ilhas Participantes
22 entidades insulares da IIGA provenientes da Europa, Atlântico Sul e região do Caribe competiram nos jogos.
- Åland
- Alderney
- Anglesey
- Bermuda
- Gibraltar
- Gotland
- Groelândia
- Guernsey
- Hitra
- Ilha de Man
- Ilha de Wight
- Ilhas Cayman
- Ilhas Faroé
- Ilhas Malvinas
- Ilhas Ocidentais
- Jersey
- Minorca
- Orkney
- Saaremaa
- Santa Helena
- Sark
- Shetland

## Esportes
Os Jogos Insulares de 2019 contaram com 14 modalidades diferentes
(Os números entre parênteses indicam o número de disputas de medalha em cada esporte.)
- Atletismo (38) (detalhes)
- Badminton (6) (detalhes)
- Basquete (2) (detalhes)
- Boliche (9) (detalhes)
- Ciclismo (12) (detalhes)
- Judô (14) (detalhes)
- Natação (45) (detalhes)
- Squash (6) (detalhes)
- Tênis (7) (detalhes)
- Tênis de Mesa (6) (detalhes)
- Tiro Esportivo (39) (detalhes)
- Triatlo (4) (detalhes)
- Vela (3) (detalhes)
- Vôlei de Praia (2) (detalhes)

## Sedes
| Esporte   | Sede                                  | Esporte        | Sede                                    |
| --------- | ------------------------------------- | -------------- | --------------------------------------- |
| Atletismo | Lathbury Sports Complex               | Tênis          | Bayside Sports Complex                  |
| Badminton | Europa Sports Complex                 | Tênis de Mesa  | St Joseph’s Middle School (Sports Hall) |
| Basquete  | Tercentenary Hall                     | Tiro Esportivo | Clay Shooting Range                     |
| Boliche   | Kings Bastion Leisure Centre          | Tiro Esportivo | Clay Sports Coordinator                 |
| Ciclismo  | Europa Point                          | Tiro Esportivo | Pistol Shooting Range                   |
| Ciclismo  | Bishop Caruana Road                   | Tiro Esportivo | Pistol Sports Coordinator               |
| Ciclismo  | Devils Tower Road                     | Tiro Esportivo | Rifle Shooting Range                    |
| Judô      | Devils Tower Camp – Gym               | Tiro Esportivo | Rifle Sports Coordinator                |
| Natação   | Lathbury Sports Complex               | Triatlo        | Eastern Beach                           |
| Squash    | Europa Sports Complex – Squash Centre | Vela           | Royal Gibraltar Yacht Club              |
| Tênis     | Gibraltar Sandpits Lawn Tennis Club   | Vôlei de Praia | Nuffield Pool (Open Area)               |

## Quadro de medalhas
Atualizado em 12 de julho de 2025
| Pos                 | Equipe              | Ouro | Prata | Bronze | Total |
| 1                   | Jersey              | 33   | 31    | 29     | 93    |
| 2                   | Ilha de Man         | 29   | 22    | 17     | 68    |
| 3                   | Ilhas Faroé         | 22   | 11    | 27     | 60    |
| 4                   | Guernsey            | 19   | 37    | 31     | 87    |
| 5                   | Saaremaa            | 16   | 12    | 6      | 34    |
| 6                   | Gotland             | 13   | 14    | 16     | 43    |
| 7                   | Åland               | 12   | 7     | 16     | 35    |
| 8                   | Ilhas Cayman        | 11   | 10    | 9      | 30    |
| 9                   | Ilha de Wight       | 11   | 8     | 15     | 34    |
| 10                  | Gibraltar           | 8    | 12    | 9      | 29    |
| 11                  | Minorca             | 8    | 10    | 13     | 31    |
| 12                  | Ilhas Ocidentais    | 4    | 2     | 2      | 8     |
| 13                  | Groelândia          | 2    | 2     | 4      | 8     |
| 14                  | Shetland            | 2    | 1     | 11     | 14    |
| 15                  | Anglesey            | 2    | 1     | 3      | 6     |
| 16                  | Orkney              | 1    | 3     | 2      | 6     |
| 17                  | Bermuda             | 0    | 6     | 8      | 14    |
| 18                  | Hitra               | 0    | 2     | 1      | 3     |
| 19                  | Sark                | 0    | 1     | 0      | 1     |
| 20                  | Alderney            | 0    | 0     | 0      | 0     |
| 21                  | Ilhas Malvinas      | 0    | 0     | 0      | 0     |
| 22                  | Santa Helena        | 0    | 0     | 0      | 0     |
| Totais (22 Equipes) | Totais (22 Equipes) | 193  | 192   | 219    | 604   |